# Rusłan Olichwier
Rusłan Josifowicz Olichwier (ros. Руслан Иосифович Олихвер; ur. 11 kwietnia 1969 w Rydze) – rosyjski siatkarz, reprezentant kraju, środkowy. Obecnie jest menadżerem reprezentacji Rosji.

## Kariera sportowa
Wicemistrz olimpijski z 2000 r. z Sydney.
Karierę sportową zakończył w 2007.

## Odznaczenia
- Odznaczony tytułem Zasłużonego Mistrza Sportu (1999)